# Municipio de Bahía Honda
Municipio de Bahía Honda är en kommun i Kuba i provinsen Artemisa, i den nordvästra delen av landet, cirka 70 km väster om huvudstaden Havanna. Centralort är Bahía Honda. Kommunen tillhörde fram till 2010 Provincia de Pinar del Río.